# Veress Károly
Veress Károly (Szováta, 1953. november 11. –) erdélyi magyar filozófus, filozófiai szakíró, egyetemi tanár; felesége Orbán Gyöngyi.

## Életútja
Középiskoláit a szovátai elméleti líceumban végezte (1972), a BBTE Történelem–Filozófia Karán szerzett diplomát (1976), s ugyanott nyerte el a filozófiai tudományok doktora címet (1998).
1976–85 között Sepsiszentgyörgyön a Filológia–Történelem Líceum, 1985-től a 2. sz. Ipari Líceum, 1990-től a Mikes Kelemen Líceum filozófiatanára; közben már 1992-től óraadó, 1993-tól főállású egyetemi oktató a BBTE Szisztematikus Filozófia Tanszékén, 1999-ig mint adjunktus, 2004-ig mint egyetemi docens, 2004-től egyetemi tanár. Közben 2000–2007 között a Partiumi Keresztyén Egyetemen, 2002–2008 között a Sapientia EMTE marosvásárhelyi Humántudományi Tanszékén társult oktató. 1998-tól az Erdélyi Múzeum filozófiai és társadalomtudományi szakszerkesztője, ugyanettől az évtől a Kellék c. filozófiai szakfolyóirat tudományos testületének, 2002-től a Journal for Study of Religions and Ideologies c. internetes folyóirat szerkesztőbizottságának tagja. Számos filozófiai szakkönyv, tanulmány- és konferenciakötet, szöveggyűjtemény szerkesztője.

## Munkássága
Első tanulmánya a Korunkban jelent meg 1979-ben. Tanulmányait, esszéit, publicisztikai írásait A Hét, Átmenetek, Erdélyi Múzeum, Európai Idő, Fórum, Journal for Study of Religions and Ideologies, Kellék, Krónika, Magyar Kisebbség, Philobiblon, StUBB, TETT, a budapesti Magyar Tudomány, Mentálhigiéné és Pszichoszomatika, valamint a Világosság közölte. További tanulmányai a következő gyűjteményes kötetekben és szakkiadványokban jelentek meg:
- Kapuállító (Sepsiszentgyörgy, 1980)
- Tény és való (Bukarest, 1989)
- A Hét Évkönyve (Bukarest, 1989)
- Interdialog Füzetek (Csíkszereda, 1993)
- Ész – Élet – Egzisztencia. V. A kartezianizmus négyszáz éve (Szeged, 1996)
- Ész – Élet – Egzisztencia. VI. Európai integráció – európai filozófia (Szeged, 1999)
- Demokrácia és patriotizmus az egységesülő Európában (Miskolc, 1997)
- Filozófia az ezredfordulón (Budapest, 2000)
- A közép-európai gondolat lehetőségei (Szeged–Kecskemét, 2000)
- Böhm Károly és a „kolozsvári iskola” (Kolozsvár–Szeged 2000)
- Európaiság. Politikai és morális kultúra (Budapest, 2001)
- Párbeszédben a világ sorsával (Eger, 2001)
- Dialógus és retorika (Kolozsvár, 2001)
- Romániai Magyar Évkönyv (Temesvár–Kolozsvár, 2001)
- Az alkalmazott filozófia esélyei (Budapest, 2002)
- Értelmezés és alkalmazás. Hermeneutikai és alkalmazott filozófiai vizsgálódások (Kolozsvár, 2002)
- Tizenkét év. Összefoglaló tanulmányok az erdélyi magyar tudományos kutatások 1990–2001 közötti eredményeiről (Kolozsvár, 2002)
- Szempontok a filozófiai módszerprobléma vizsgálatához (Kolozsvár, 2002)
- A filozófia alkalmazása – alkalmazott filozófia (Kolozsvár, 2002)
- Filozófiai diskurzusok (Eger 2003)
- Az év esszéi (Budapest, 2003)
- Filozófia és teológia a magyar eszmetörténetben (Miskolc 2003)
- Lábjegyzetek Platónhoz. 2–3. A bűn (Szeged, 2004)
- Lábjegyzetek Platónhoz. 4. A barátság (Szeged, 2005)
- Lábjegyzetek Platónhoz. 5. A lelkiismeret (Szeged, 2006)
- Lábjegyzetek Platónhoz. 6. A gyűlölet (Szeged, 2008)
- Értékválság–értékváltás (Budapest, 2004)
- Pluralitás és kommunikáció (Kolozsvár, 2004)
- Arról, ami állítható… (Kolozsvár, 2004)
- Megidézett reneszánsz (Miskolc, 2006)
- A határok átjárhatóságáról (Kolozsvár, 2006)
- Sziget a szárazföldön (Nagyvárad, 2006)
- Egyén, állam, közösség (Kolozsvár, 2007)
- Tanítható-e ma a filozófia? (Kolozsvár, 2007)
- Az interkulturalitás filozófiai problémái (Kolozsvár, 2007)
- Közösség és instabilitás (Budapest, 2008)
- Kisebbség és liberalizmus (Kolozsvár, 2008)
- Az interkulturalitás – interdiszciplináris megközelítésben (Kolozsvár, 2008)

## Kötetei (válogatás)
- Paradox (tudat)állapotok (Kolozsvár, 1996. Ariadné Könyvek)
- A nemzedékváltás szerepe a kultúrában (Kolozsvár, 1999)
- Bevezetés a szemiotikába (Kolozsvár, 1999)
- Filozófiai szemiotika (Kolozsvár, 1999)
- Kisebbségi létproblémák (Kolozsvár, 2000. Ariadné Könyvek)
- Egy létparadoxon színe és visszája. Hermeneutikai kísérlet a „nem lehet”-probléma megnyitására (Kolozsvár, 2003. Pro Philosophia Műhely)
- Az értelem értelméről (Marosvásárhely, 2003)
- A megértés csodájáról (Marosvásárhely, 2006)
- A határok átjárhatóságáról (társszerző Gál László, Kolozsvár, 2006)
- Az interkulturalitás filozófiai problémája (társszerző Szigeti Attila, Kolozsvár, 2007)
- Bevezetés a hermeneutikába (Kolozsvár, 2007)
- A kommunikáció hermeneutikája (Kolozsvár, 2008)
- A kultúra hermeneutikája (Kolozsvár, 2008)
- A távolság antinómiái. Hermeneutikai és alkalmazott filozófiai kutatások; szerk. Veress Károly, Egyetemi Műhely–Bolyai Társaság, Kolozsvár, 2009 (Egyetemi füzetek)
- A hozzátartozás struktúrái. Hermeneutikai és alkalmazott filozófiai kutatások; szerk. Veress Károly; Egyetemi Műhely–Bolyai Társaság, Kolozsvár, 2010 (Egyetemi füzetek)
- Válságtapasztalatok és etikai távlatok. A Kolozsvári Alkalmazott Etikai Konferencia előadásai 1. 2011. május 20.; szerk. Ungvári Zrínyi Imre, Veress Károly; Presa Universitara Clujeana, Cluj-Napoca, 2011
- A végesség tapasztalata. Hermeneutikai és alkalmazott filozófiai kutatások; szerk. Veress Károly, Lurcza Zsuzsanna; Egyetemi Műhely–Bolyai Társaság, Kolozsvár, 2011 (Egyetemi füzetek)
- Lehetséges identitás-interpretációk. A BBTE Filozófiai doktori iskola - fenomenológiai, hermeneutikai, alkalmazott filozófiai kutatások doktori program keretében készült tanulmányok; szerk. Lurcza Zsuzsanna, Veress Károly; Egyetemi Műhely–Bolyai Társaság, Kolozsvár, 2012 (Egyetemi füzetek)
- Ami megtörténik velünk. Hermeneutikai tanulmányok; Pro Philosophia–Egyetemi Műhely, Kolozsvár, 2014 (Műhely)
- Játék és tudomány. Interdiszciplináris párbeszéd 2. A Bolyai Társaság és a Babeş-Bolyai Tudományegyetem közös szervezésében tartott nemzetközi interdiszciplináris konferencia előadásai. 2013. október 18-19. Kolozsvár; szerk. Veress Károly; Egyetemi Műhely–Bolyai Társaság, Kolozsvár, 2014 (Egyetemi füzetek)
- Az igazság történései. Hermeneutikai és alkalmazott filozófiai kutatások; szerk. Veress Károly; Egyetemi Műhely–Bolyai Társaság, Kolozsvár, 2014 (Egyetemi füzetek)
- A megfordíthatóság értékdimenzió. Hermeneutikai és alkalmazott filozófiai kutatások; szerk. Veress Károly; Egyetemi Műhely–Bolyai Társaság, Kolozsvár, 2014 (Egyetemi füzetek)
- Paradigma(váltás) és kommunikáció. Interdiszciplináris párbeszéd 1. A Bolyai Társaság szervezésében a kolozsvári Babeş-Bolyai Tudományegyetemen tartott nemzetközi interdiszciplináris konferencia előadásai. 2012. május 4-5., Kolozsvár; szerk. Lázár Zsolt József, Veress Károly; Egyetemi Műhely–Bolyai Társaság, Kolozsvár, 2014 (Egyetemi füzetek)
- Intézmény, lázadás, ethosz. Közelítések a bürokratikus hatalomhoz. A 4. Kolozsvári Alkalmazott Etikai Konferencia előadásai, 2014. június 7.; szerk. Veress Károly; Pro Philosophia–Egyetemi Műhely, Kolozsvár, 2015 (Műhely)
- Ritmus és ismétlés. Interdiszciplináris párbeszéd 3. A Bolyai Társaság és a Babes-Bolyai Tudományegyetem közös szervezésében tartott interdiszciplináris konferencia előadásai. 2014. november 7-8., Kolozsvár; szerk. Veress Károly; Egyetemi Műhely–Bolyai Társaság, Kolozsvár, 2015 (Egyetemi füzetek. Bolyai Társaság)
- Lehet-e másként élni? Életgyakorlati kérdések; Korunk–Komp-Press, Kolozsvár, 2016 (Ariadné könyvek)
- A kommunikáció közegében. Tanulmányok a kommunikáció filozófiája köréből; Egyetemi Műhely Kiadó, Kolozsvár, 2017

Társfordítója a líceumokban használatos Filozófia tankönyvnek (Bukarest, 1994; Kolozsvár, 2003).
Románul megjelent műve: Fiinţa generaţională şi destinul culturii (Kolozsvár, 2003).